# Human (The Pretenders)
Human on the Inside is een nummer van het Australische rockduo Divinyls uit 1996. In 1999 werd het nummer onder de naam Human gecoverd door de Britse band The Pretenders, als eerste single van hun zevende studioalbum ¡Viva El Amor!.
De originele versie van Divinyls bereikte alleen de hitlijsten in hun thuisland Australië, waar het de 59e positie behaalde. The Pretenders hadden meer succes met hun coverversie. Deze bereikte de 33e positie in het Verenigd Koninkrijk, maar het succes wist niet naar Nederland of Vlaanderen over te waaien. Wel werd de cover gebruikt in de film Saving Grace, en in de aflevering "Love Hurts" van de serie Charmed.